# Église du Bangladesh
Province anglicane unie à d'autres traditions chrétiennes dont la date de fondation est indéterminée. Son primat actuel est Michael S. Baroi. Elle est composée de 2 diocèses et d'un nombre indéterminé de paroisses.

## Diocèses de la province
- Dhâkâ : L'évêque actuel est Michael S. Baroi.
- Kushtia: L'évêque actuel est Paul Sishir Sarkar.